# 劳拉·斯泰西
劳拉·斯泰西（英語：Laura Stacey，1994年5月5日—），加拿大女子冰球运动员。她曾代表加拿大国家队参加2018年和2022年冬季奥林匹克运动会冰球比赛，获得一枚金牌和一枚银牌。